# Torrance
Torrance is een stad in de Amerikaanse staat Californië en telt 137.946 inwoners. Het is hiermee de 155e stad in de Verenigde Staten (2000). De oppervlakte bedraagt 53,1 km², waarmee het de 214e stad is.

## Demografie
Van de bevolking is 14,1 % ouder dan 65 jaar en bestaat voor 27,5 % uit eenpersoonshuishoudens. De werkloosheid bedraagt 2,9 % (cijfers volkstelling 2000).
Ongeveer 12,8 % van de bevolking van Torrance bestaat uit hispanics en latino's, 2,2 % is van Afrikaanse oorsprong en 28,6 % van Aziatische oorsprong.
Het aantal inwoners steeg van 133.243 in 1990 naar 137.946 in 2000.

## Klimaat
In januari is de gemiddelde temperatuur 13,4 °C, in juli is dat 20,9 °C. Jaarlijks valt er gemiddeld 344,7 mm neerslag (gegevens op basis van de meetperiode 1961-1990).

## Plaatsen in de nabije omgeving
De onderstaande figuur toont nabijgelegen plaatsen in een straal van 8 km rond Torrance.

## Bezienswaardigheden
- Torrance High School, een van de oudste middelbare scholen van Californië, gebouwd in 1917 die ook bekend staat als filmlocatie voor o.a. de televisieseries Beverly Hills, 90210 en Buffy the Vampire Slayer en de films She's All That, The Wild Life en Not Another Teen Movie.
- Pacific Electric Railroad Bridge, historische dubbelsporige boogbrug, gebouwd in 1913.

## Geboren in Torrance
- Paul Krumpe (1963), voetballer
- Michael Hagerty (1972), acteur en filmproducent
- Kevin Kim (1978), tennisser
- Jonathan Bornstein (1984), voetballer
- Doug Reinhardt (1985), honkbalspeler
- Tiffany van Soest (1989), kickbokser
- C.J. Manigo (1991), acteur